# Coup de Deschapelles
| ♠ | A 6       |
| ♥ | 8 7 3     |
| ♦ | A R 8 3 2 |
| ♣ | V 9 4     |

| ♠ | ………… |
| ♥ | ………  |
| ♦ | ………… |
| ♣ | ………… |

| ♠ | R V 10 4 |
| ♥ | 9 2      |
| ♦ | D 7 5 4  |
| ♣ | D 10 8   |

| ♠ | ……… |
| ♥ | ……… |
| ♦ | ……… |
| ♣ | ……… |

| ♠ | A 6       |
| ♥ | 8 7 3     |
| ♦ | A R 8 3 2 |
| ♣ | V 9 4     |

| ♠ | ………… |
| ♥ | ………  |
| ♦ | ………… |
| ♣ | ………… |

| ♠ | R V 10 4 |
| ♥ | 9 2      |
| ♦ | D 7 5 4  |
| ♣ | D 10 8   |

| ♠ | ……… |
| ♥ | ……… |
| ♦ | ……… |
| ♣ | ……… |

| ♠ | A 6       |
| ♥ | 8 7 3     |
| ♦ | A R 8 3 2 |
| ♣ | V 9 4     |

| ♠ | ………… |
| ♥ | ………  |
| ♦ | ………… |
| ♣ | ………… |

| ♠ | R V 10 4 |
| ♥ | 9 2      |
| ♦ | D 7 5 4  |
| ♣ | D 10 8   |

| ♠ | ……… |
| ♥ | ……… |
| ♦ | ……… |
| ♣ | ……… |

| ♠ | A 6       |
| ♥ | 8 7 3     |
| ♦ | A R 8 3 2 |
| ♣ | V 9 4     |

| ♠ | ………… |
| ♥ | ………  |
| ♦ | ………… |
| ♣ | ………… |

| ♠ | R V 10 4 |
| ♥ | 9 2      |
| ♦ | D 7 5 4  |
| ♣ | D 10 8   |

| ♠ | ……… |
| ♥ | ……… |
| ♦ | ……… |
| ♣ | ……… |

Le coup de Deschapelles est une technique utilisée dans le jeu de Bridge.

## Description du coup
Le coup de Deschapelles ne doit pas être confondu avec le coup de Merrimac. Alors que ce dernier a pour but de détruire une rentrée dans une des mains adverses, le coup de Deschapelles vise à en créer une dans la main du partenaire.
Ces deux coups sont très similaires dans leur exécution : on sacrifie un gros honneur pour faire disparaître la carte supérieure dans la main adverse. Dans le coup de Deschapelles, on espère ainsi promouvoir la carte (espérée ou connue) du partenaire, pour lui créer une reprise de main et lui permettre d'exécuter une manœuvre fatale au déclarant (généralement, le défilé d'une couleur affranchie).
Après l'entame du R♥, suivi de la Dame et du Valet, pris de l'As, le déclarant joue le V♦. Est est en main à la D♦. Si Ouest a le R♣, le contrat ne devrait pas gagner ; en revanche, s'il a la D♠, le déclarant pourrait réaliser, sur un retour neutre, 3 levées  à ♣, 4 à ♦, 1 à ♥ et 1 à ♠. Il faut donc jouer le R♠ (le Coup de Deschapelles) ; même nanti de la D♠ (et sans le R♣), le déclarant est réduit à 8 levées. Lorsque le déclarant cherchera à affranchir son 4e ♣, il sera obligé de passer par une carte d'Est qui pourra alors rejouer ♠ pour la Dame du partenaire et la chute du contrat.